# Huerta a cuadros
Square Foot Gardening es la práctica de planear un huerto o jardín en cuadros, consiguiendo en un espacio pequeño el uso intensivo del suelo disponible. La frase "square foot gardening" es el nombre de un libro. El autor es Mel Bartholomew, quien lo popularizó al publicarlo en 1981 por Rodale Press book y posteriormente por la serie de televisión en PBS (USA).
El método combina conceptos de la horticultura ecológica, haciendo hincapié en el compost, las camas de tierra levantadas del suelo y la atención biointensiva a un área reducida y bien definida. Los partidarios de este método aseguran que es muy apropiado para áreas con suelos pobres, jardineros novatos, huertos escolares y como actividad para personas con alguna discapacidad.

## Método básico

Jardín en cuadrados de 16 unidades (4x4).

El método utiliza una caja con fondo, abierta por encima, conteniendo una cantidad fija de tierra que se divide con una rejilla en varias secciones cuadradas. Para aumentar la variedad de cultivos a lo largo del tiempo, en cada cuadrado se sembrará un tipo de planta diferente; el número de plantas por cuadrado dependerá del tamaño de cada una. Así, una planta de tomate puede ocupar un cuadrado entero, pero hierbas como el orégano, albahaca, menta o fresa puedan plantarse en grupos de cuatro o hasta dieciséis en el caso de rábano.
Las plantas altas o escaladoras (enredaderas) como el maíz o las alubias(frijoles) pueden plantarse en la línea norte (en el hemisferio norte, sur en el hemisferio sur) para no dar sombra a otras plantas y sujetarse con redes o cuerdas.
La lógica de utilizar camas de tierra más pequeñas es que se adaptan fácilmente y el jardinero puede abarcar el área desde los bordes sin tener que pisar la tierra compactando el suelo. El autor del método sugiere también utilizar una "barrera contra malezas"(tela) sobre la base de la caja y rellenarla por encima con una combinación por volumen de 1/3 musgo, 1/3 vermiculita y 1/3 compost.
Por accesibilidad, estas cajas pueden tener bases con caballetes para estar a una altura más cómoda, rellenas con unos 15 cm de mezcla de suelo por cuadro.

## Fundamento
En este método, el espacio se divide en camas accesibles por cada lado. Para iniciar la primera área es recomendable un cajón cuadrado de 120cm x 120cm (4'x4'), 1.4m² (16sqf) en lo posible rodeado con una brecha amplia, suficiente para trabajar cómodamente desde cada borde, o si se debe alcanzar los cuadros a través de ella, proveer un acceso angosto de tal suerte que resulte cómodo inclinarse sobre los cuadros. Cada cama se divide en cuadros unitarios de 30cm x 30cm (aprox. 1sqf) marcados con estacas, cordel o marcas apropiadas, para asegurar que los cuadros unitarios sean visibles mientras las siembras crecen.
Se puede plantar diferentes semillas en cada cuadro, para asegurar racionalmente la cantidad de cada tipo de siembra en crecimiento y conservar semillas, evitando soreplantado, apiñamiento y plántulas diáfanas. El espaciamiento común, es una planta grande por cuadro unitario (brocoli, albahaca, etc.); cuatro para medianas (lechuga); nueve para pequeñas (espinaca) y dieciséis plantas finas (cebolla, zanahoria). Plantas que usan mucho espacio como guías calabacín, pepino, sandía; se hacen crecer verticalmente sobre entramados fuertes que sostienen redes o cuerdas que facilitan su crecimiento. Las que crecen bajo el suelo papa, zanahoria, requieren 30cm de profundidad de suelo y se plantan en un cuadro arriba de la caja de la cama, de modo que se provea una estructura honda, plantando encima y no debajo del fondo de la caja.
Las camas son deshierbadas y regadas desde las brechas alrededor, de modo que el suelo nunca es pateado o compactado. También cada vez que se cosecha se debe incorporar una nueva capa de la mezcla de suelo y compost logrando con ello mantener la fertilidad del cuadro en el tiempo,
volviendo irrelevante la condición del suelo subyacente del fondo. Este método se ha utilizado con éxito en cada región, incluyendo desiertos, mesetas o altiplanos muy áridos, en lugares urbanos estrechos, y en lugares con suelos contaminados o con alta salinidad. Es igualmente conveniente para cultivar flores, vegetales, hortalizas y algunos frutales en contenedores o macetas, camas altas, sobre mesas o a nivel del suelo, con solamente 100mm a 150mm (4" a 6") de suelo. Unas pocas semillas por cuadrado (30cm x 30cm), la habilidad de hacer compost, regar a mano, iniciar el primer jardín o huerto en un lugar soleado o la habilidad de hacer un jardín en macetas, mesas o tarimas que pueden moverse sobre ruedas para ubircarlo en la mejor posición para recibir sol, es lo que se requiere para iniciar un jardín o huerto a cuadros.

## Beneficios
- Mucho menos trabajo que la huerta tradicional.
- Uso eficiente del agua y en pequeñas cantidades cada vez.
- Pocas malas hierbas, ya que se quitan antes de que germinen y el musgo en el suelo ayuda a evitarlas.
- Nada de pesticidas ni herbicidas, Agricultura ecológica.
- Accesibilidad. Colocando un contrachapado en la base de la caja, se puede elevar para estar a la altura de una silla de ruedas o para manejar de pie